# Miss Arizona (film 1987)
Miss Arizona è un film del 1987 diretto da Pál Sándor. Il cast principale è composto da Marcello Mastroianni, Hanna Schygulla, Alessandra Martines, Urbano Barberini, Sándor Zsótér e Matteo Rocchietta.
Si tratta di una coproduzione Italia-Ungheria.

## Trama
A Budapest, nel 1920, la giovane Mitzi, ex prostituta nonché vedova di un ebreo morto ammazzato, deve allevare da sola il figlioletto Andràs. Durante un provino artistico fa la conoscenza di un uomo presentatosi alla stessa audizione, Sandor Rosznyai, un ungherese per metà ebreo, e i due iniziano a frequentarsi. Essendo stati scartati, Sandor e Mitzi si spostano in Italia: la donna porta con sé il figlio. Qui formano il "Trio Arizona": in seguito all'avvento del fascismo ritornano però in Ungheria, dove Sandor apre un teatro, e per alcuni anni Mitzi raccoglie consensi. Alla vigilia della seconda guerra mondiale, Sandor è arrestato dai nazisti e per poco non viene deportato in Germania. Andràs scopre che Marta, la donna amata, lo tradisce con un ufficiale nazista, e si suicida. Mitzi, sconvolta, lascia Stanley, il giornalista statunitense con cui aveva allacciato una relazione. Sandor ritorna da lei e viene a sapere della morte di Andràs: scoprirà anche che il teatro è stato distrutto da un bombardamento. Il film si conclude con una didascalia, che informa che Sandor è morto nel lager di Auschwitz essendo stato preso di nuovo mentre Mitzi ha fatto sparire le sue tracce dopo essere stata vista per l'ultima volta a bordo di un'auto tedesca.

## Produzione
Il ruolo di Mastroianni era in origine stato affidato a Nino Manfredi, che dovette infine rinunciare perché impegnato nello stesso periodo sul set del film di Luigi Magni Secondo Ponzio Pilato.